# Palaeochrysophanus mirusnigra
Palaeochrysophanus mirusnigra är en fjärilsart som beskrevs av Ramon Agenjo Cecilia 1944. Palaeochrysophanus mirusnigra ingår i släktet Palaeochrysophanus och familjen juvelvingar. Inga underarter finns listade i Catalogue of Life.